# Солари, Хорхе
Хорхе Рауль Солари (исп. Jorge Raúl Solari; род. 11 ноября 1941, Буэнос-Айрес) — аргентинский футболист и футбольный тренер. Выступал на позиции полузащитника.

## Клубная карьера
Солари, прозванный «El Indio» («Индейцем»), выступал за ряд аргентинских клубов, начав свою карьеру в клубе «Ньюэллс Олд Бойз» в 1960 году. В 1962 году он перешёл в «Велес Сарсфилд», а в 1964-м — в «Ривер Плейт». Солари покинул «Ривер Плейт» в 1969 году, проведя недолгий период в «Эстудиантесе» прежде чем завершить карьеру игрока.
Солари также выступал в чемпионате Мексики за клуб «Торреон».

## Тренерская карьера
Солари возглавлял множество футбольных команд по всему миру. Среди них выделяются «Атлетико Хуниор», выигравший колумбийскую Апертуру 1977 года, «Индепендьенте», который Солари привёл к чемпионству в сезоне 1988/1989, «Ренато Чезарини», в создание которого Солари внёс существенный вклад, и «Ньюэллс Олд Бойз», дважды становившийся при Солари вторым в чемпионате Аргентины.
В 1994 году на Чемпионат мира в США Солари возглавлял сборную Саудовской Аравии, которая под его руководством впервые и единственный раз на данный момент преодолела групповой этап и вышла в 1/8 финала мирового футбольного первенства.

## Международная карьера
Хорхе Солари попал в состав сборной Аргентины на Чемпионат мира 1966 года. Из 4-х матчей Аргентины на турнире Солари провёл на поле все четыре: 3 игры группового этапа против сборных Испании, ФРГ и Швейцарии, а также встречу 1/4 финала с Англией, в которой Солари получил жёлтую карточку.